# Leonhard Demmely
Leonhard Demmely, nach 1798 Demmelin (* 2. Mai 1739 in Basel; † 30. Mai 1819 in Aarau) war Substitut des bernischen Landschreibers in Lenzburg und Notar. 1784 spekulierte er auf eine Rückeroberung des Berner Aargaus durch Kaiser Joseph II. In der Folge spionierte er 14 Jahre lang für Österreich. 1798 wurde er in den Dienst der Helvetischen Republik übernommen, was darauf hindeutet, dass es lokale Seilschaften von Gegnern Berns gab, die dessen Herrschaft überdauerten.

## Leben

### Herkunft und Werdegang
Demmely war Bürger von Frauenfeld, wo die Familie Dumelin heisst und zeitweise den Stadtschreiber stellte. Sein Vater Johann Jakob (1685–1758) war Lehrer, Organist und Kantor am Basler Waisenhaus. In zweiter Ehe heiratete er Susanna Brenner (1697–1767) von Basel. Leonhard war das fünfzehnte von sechzehn Kindern (davon fünf aus der ersten Ehe des Vaters). 1756 nahm er an der Universität Basel das Studium der Philosophie auf, musste es aber nach dem Tod des Vaters abbrechen. Anschliessend scheint er in einer Landschreiberei in der bernischen Waadt gearbeitet zu haben. Mehrere Jahre war er für den Landschreiber von Aarburg und Zofingen tätig. 1771 heiratete er Anna Margareta Pagan (1742–1822) von Nidau, wo deren Familie das Amt des Landschreibers innehatte. Aus der Ehe gingen vier Kinder hervor.

### Mitarbeiter des bernischen Landvogts in Lenzburg

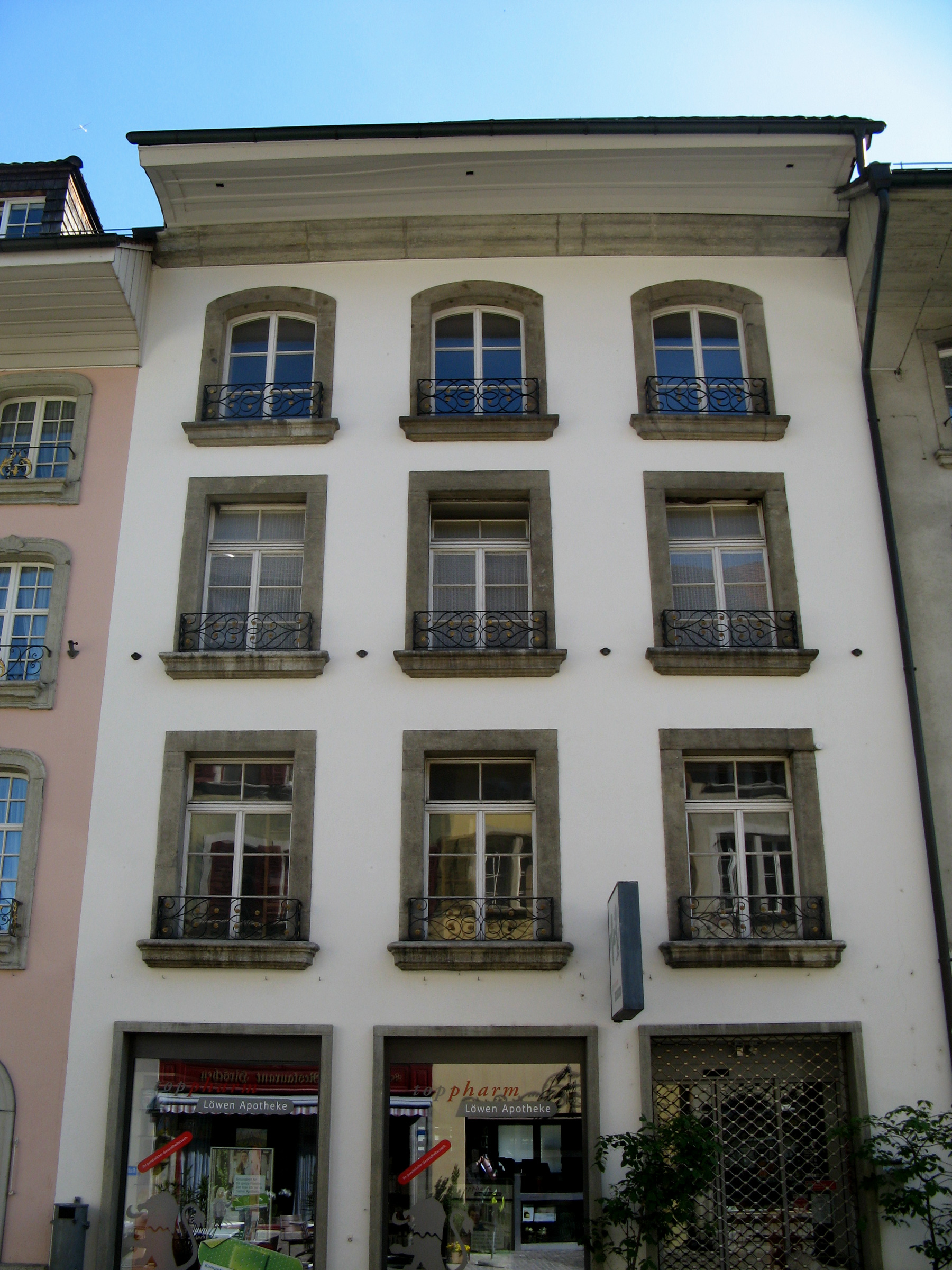
Ehemalige Landschreiberei, jetzt Löwenapotheke in Lenzburg.

Demmely hoffte wohl, Stadt- oder Landschreiber zu werden, doch gelang ihm dies nicht. 1773 finden wir ihn als Substituten in der Landschreiberei Lenzburg. 1774 legte er den Eid ab, der die Tätigkeit als bernischer Notar erlaubte. Im selben Jahr erwarb er vom Abt von St. Blasien den Titel eines kaiserlich-königlichen Notars. Trotzdem galt er nur als Diener seines Arbeitgebers und hatte keine Aufstiegschancen. Denn Berns Landschreiber waren auf Lebenszeit gewählt und mussten in einträglichen Landvogteien wie jener von Lenzburg Bürger der Stadt Bern sein.

### Österreichischer Spion

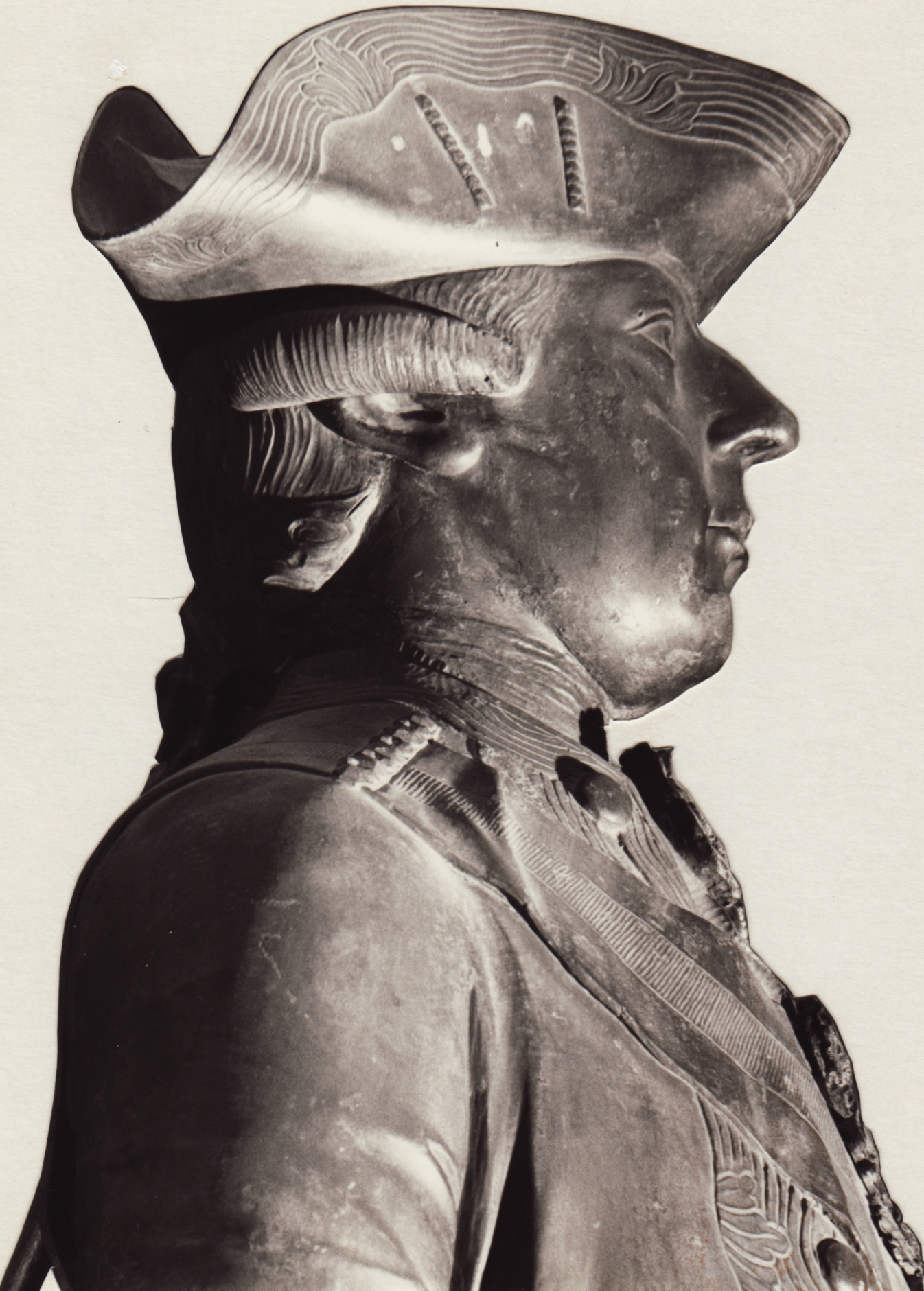
Balthasar Moll: Reiterstandbild Josephs II. in Laxenburg, 1776/77 (Detail).

Während seiner Alleinherrschaft in den Staaten des Hauses Österreich (1780–1790) führte Kaiser Joseph II. radikale Reformen durch. Unter anderem beseitigte er Vorrechte der Geburt. Zwei Bestseller, die 1783 in Zürich erschienen, zeichneten ein positives Bild des « Monarque philosophe ». Auf der anderen Seite verbreiteten Frankreich, Preussen und die Schweizer Aristokratie, Joseph wolle die habsburgischen Stammlande zurückerobern. 1784 halfen Söldner unter Schweizer Fahne den Holländern, Häfen im österreichischen Belgien zu blockieren. Man fürchtete deshalb im Aargau, es werde zum Krieg zwischen dem Kaiser und der Eidgenossenschaft kommen.
Vor diesem Hintergrund signalisierte Demmely dem kaiserlich-königlichen Residenten (Gesandten) in Basel, die Unteraargauer liessen sich für eine Rückkehr unter österreichische Herrschaft gewinnen. In den folgenden 14 Jahren diente er Wiens Diplomaten als bezahlter Informant. Er erhielt dafür 90 Gulden jährlich, später das Doppelte. Dafür hatte er einmal, später zweimal im Monat zu berichten. Unter dem konservativen Kaiser Franz II. setzte er die Spionagetätigkeit nur noch pro forma fort, die Zahlungen erhielten den Charakter eines Schweigegeldes.
Die Berichte, welche Demmely nach Basel sandte, sind nur in Ausnahmefällen erhalten, doch lässt sich ihr Inhalt aus jenen der österreichischen Diplomaten erschliessen. Sie stellen eine noch unausgeschöpfte Quelle für die Geschichte des Berner Aargaus und seiner Nachbarschaft dar. Allerdings sind sie wie alle Berichte von Spionen mit Vorsicht zu benützen.

### Im Dienst des Kantons Aargau
1789 wurde Demmely von der Hugenottenfamilie Brutel zum Schreiber ihrer Gerichtsherrschaft Schafisheim gewählt. Er blieb aber weiterhin in Lenzburg wohnhaft.
Von seiner Spionagetätigkeit drang auch nach der Helvetischen Revolution (1798) nichts an die Öffentlichkeit. Zwar lehnte die Nationalversammlung des neu gegründeten Kantons Aargau seinen Antrag ab, ihm ehrenhalber das Bürgerrecht zu verleihen, er muss aber einflussreiche Protektoren unter den Gegnern Berns gehabt habe, wurde er doch Sekretär der kantonalen Verwaltungskammer. Nebenher wirkte er in Aarau als Notar. Sein früh verstorbener Sohn Samuel Gottlieb (1773–1800) wurde Obersekretär der Verwaltungskammer des Kantons Thurgau, sein Schwiegersohn Dr. med. Andreas Scheller (1770–1834) Unterstatthalter des Distrikts Lenzburg.
Demmely blieb auch nach dem Ende der Helvetik (1803) im Dienst des Kantons Aargau, zuerst als Sekretär der Verwaltungskommission, dann als Substitut des Finanzrats. Wie damals üblich, arbeitete er bis zum Tod, das heisst bis ins 81. Altersjahr.